# ライマンブレーク銀河
ライマンブレーク銀河（ライマンブレークぎんが、英:Lyman break galaxies、略:LBGs）は広帯域フィルターを用いて高赤方偏移銀河に特有のライマンα輝線よりも短い波長における連続スペクトルのブレークを捕まえるライマンブレーク法によって同定される高赤方偏移銀河のこと。
他の高赤方偏移銀河同定法として、狭帯域フィルターを使ってライマンαの輝線を捕まえる方法があり、この方法で発見された天体はライマンα輝線銀河(ライマンアルファエミッター)と呼ばれ、ライマンブレーク銀河と重複する銀河も含まれている。